# キット・ランバート
キット・ランバート（Kit Lambert、本名：Christopher Sebastian Lambert、1935年5月11日 - 1981年4月7日）は、イングランドの音楽業界人。ロック・バンドのザ・フーのマネージャーおよび音楽プロデューサーとして最も有名。

## 生涯

### 生い立ち～ザ・フーとの出会い
ロンドンのナイツブリッジ生まれ。父親は著名な作曲家で指揮者でもあったコンスタント・ランバートであり、ランバートは裕福な家庭で何不自由なく育ったが、10歳の頃に両親が離婚、以降は母親とその再婚相手の元で暮らす。離婚後の父・コンスタントは不遇の生涯を送り、ランバートが16歳の頃に飲酒がたたり45歳で死亡している。オックスフォード・トリニティ・カレッジ卒業後、パリの映画学校で映画制作を学ぶ。またブラジルのイリリ川を探検し、同行した友人を先住民に殺されるという経験もしている。
シェパートン・スタジオで助監督として働き出した頃、のちにザ・フーのマネージャーとして共に活動することになるクリス・スタンプと出会う。スタンプはランバートとは対照的に労働者階級の出身だったが、実兄が俳優のテレンス・スタンプであり、ショービズの世界にパイプを持っていた。イギリスとアメリカでブリティッシュ・ビート・ブームが沸くと、ランバートは有望なロック・バンドのドキュメンタリー映画を作ることを思い立ち、スタンプと共にイギリス中のクラブを旅して回って無名ながら将来有望なバンドを探した。
ランバートがザ・フーに出会ったのは1964年7月だった。彼等はピート・タウンゼント（ギター、ヴォーカル）、ロジャー・ダルトリー（リード・ヴォーカル）、ジョン・エントウィッスル（ベース・ギター、ヴォーカル）、キース・ムーン（ドラムス）をメンバーに擁して同年4月に発進した新しいバンドだった。ランバートが出会った時、ザ・フーはドアノブ業者のヘルムート・ゴードンと契約して、ゴードンがバンドの広報担当として雇ったピーター・ミーデンのマネージメントの下で、ザ・ハイ・ナンバーズ（The High Numbers）と改名して活動して、デビュー・シングル「ズート・スーツ」を発表していた。彼等のステージに圧倒されたランバートは即座にスタンプに連絡。彼等はメンバーに接触して、「俺達の方が業界に強力なコネがある」と自分達とマネージメント契約を結ぶように説得した。最初メンバーは彼等を疑っていたが、ミーデンのやり方に不満を持っていたので、彼等の説得が功を奏して交渉成立。ランバートとスタンプはゴードンとの契約を破棄させ、ミーデンから250ポンドの手切れ金でバンドのマネージメント権を頂戴した。

### マネージャーとして
ランバートとスタンプはバンド名をザ・フーに戻させ、EMIのオーディションを通じてキンクスのプロデューサーとして有名だったシェル・タルミーとの契約を取りまとめ、1965年にブランズウィック・レコードから再レコード・デビューを実現させた。再デビュー・シングル「アイ・キャント・エクスプレイン」は全英8位のヒットとなり、さらに同年の「マイ・ジェネレーション」が全英2位の大ヒットを記録し、ザ・フーは一気にスターダムにのし上がった。短期間のうちに成功をもたらしたランバートとスタンプは、メンバーから厚い信頼を寄せられた。
後にロック界屈指の作曲家として名を馳せることになるピート・タウンゼントだが、デビュー当時は曲作りには関心が薄かった。タウンゼントに作曲の才能があることを見出したランバートは、1000ポンド以上もかけて彼に2台のレコーダーを買い与え、それをきっかけに彼は積極的に作曲を行うようになる。タウンゼントはランバートを兄のように慕い、ランバートの言いつけは何でも守った。デビュー間もない頃のタウンゼントは、インタビューで「車は4台持ってる」「服には40～50ポンドぐらいかける」と大言壮語を繰り返したが、これもランバートの指示によるものだった。
1966年、楽曲の版権をめぐりタルミーと裁判沙汰になり、ザ・フーは今後5年間に渡って売り上げの5％をタルミーに支払うことになった。この時の経験からプライベートレーベルを立ちあげる必要性を感じたランバートとスタンプは、1967年、トラック・レコードを設立してザ・フーをブランズウィック・レコードから移籍させる。トラック・レコードの契約第1号アーティストは、ザ・ジミ・ヘンドリックス・エクスペリエンスだった。他には「ファイアー」のヒットで知られるクレイジー・ワールド・オブ・アーサー・ブラウンや「サムシング・イン・ジ・エアー」のヒットで知られるサンダークラップ・ニューマンが所属し、ジョン・レノンとオノ・ヨーコの第1作アルバム『トゥー・ヴァージンズ』（1968年）も発売されている。
ランバートの友人で、ヤードバーズやマーク・ボラン等数多くのロック・ミュージシャンを育ててきた音楽プロデューサーのサイモン・ネピア＝ベルは、「キットはザ・フーを世界最大のロック・グループにすると決心していた。彼はヤードバーズをマネージメントする私を妬んでいたが、同時に私もザ・フーをマネージメントする彼を妬んでいた。私がヤードバーズのマネージメントを任されたとき、彼らはすでに成功していたが、彼はザ・フーをゼロの状態から育て成功させたんだ」と語っている。ただし「ビジネス面においては時代についていけていなかった」としており、かなりの浪費家でもあったことも明かしている。タウンゼントも「マネージャーらは“壊れた機材の修理費がかさむからバンドは金欠なんだ”と言ってたが事実ではない。私はギター代をいつも自分の財布から出していた。それにキットは衝動的で金遣いが荒かった」と自著に綴っている。

### 音楽プロデューサーとして
タルミーとの決別により、ランバートはザ・フーの音楽プロデューサーを兼ねることになる。タウンゼントは「キットは自然にプロデューサーになったわけじゃない。我々が心底プロデューサーを欲しがっていたから、彼がやらざるを得なくなったんだ」と語っている。彼は1966年から1970年までに発表されたザ・フーの全作品に、プロデューサーとしてクレジットされている。
ランバートはザ・フーの音楽面にも大きな影響を与えた。クラシック音楽に造詣が深かった彼は初期の頃、バロック時代を代表する作曲家だったヘンリー・パーセルのレコードをタウンゼントに聴かせた。タウンゼントは「私の作曲家としての人生を変えたレコード」と自著に綴るほど大きな影響を受けた。組曲風の曲構成を持つ「クイック・ワン」（1966年のアルバム『ア・クイック・ワン』収録）は、ランバートがタウンゼントに「短い曲を集めて一つの物語を作ってみては」と助言したことがきっかけで生まれたものである。ロックオペラというジャンルを確立させたアルバム『トミー』もタウンゼントが中心となって作った作品とは言え、ランバートは物語の筋書きを整理したりオペラの形式についてアドバイスをするなど、相当な影響を与えている。タウンゼントは自著で「キットは一緒に仕事をしていて楽しい奴だった。レコーディングを面白いものにしてくれ、サウンドをより音楽的にしてくれた」と彼の働きを讃えている。
一方でタウンゼントは技術的な面においてはランバートを「アマチュアっぽい」とも評している。1967年のアルバム『セル・アウト』でのレコーディング中、ランバートはマスターの音量を針がレッドゾーンに振り切れるまで上げたりし、この頃にはレコーディングの仕組みについて理解していたタウンゼントは、このあたりからランバートの采配を疑いの目で見るようになったという。

### ザ・フーとの決別
ランバートは1960年代からドラッグを使用していたが、70年代に入ると乱用が進み、これがザ・フーのメンバーとの関係が崩壊する一因となった。1971年3月、『トミー』に続く新作ロック・オペラ『ライフハウス』のレコーディングのため、ランバートはニューヨークのレコード・プラント・スタジオを手配するも、自分はヘロイン中毒になってしまい、作業をするメンバーの邪魔をするなどの奇行が見られるようになり、これまでのようなプロデューサーとしての仕事が出来なくなっていた。タウンゼントは彼のヘロイン禍がムーンにも及ぶことを恐れ、一方で自分自身のアルコール依存症も悪化し始めたため、レコード・プラントでの作業を早々に打ち切る。『ライフハウス』は結局完成せず、録音された作品はアルバム『フーズ・ネクスト』として世に出ることになったが、プロデューサーのクレジットにランバートの名はなかった。以降ランバートとスタンプは、部下のピーター・ラッジやビル・カービシュリーに仕事の一切を任せるようになり、メンバーとの関係はますます希薄になっていった。ネピア＝ベルも「70年代に入ってからキットはそれまでのような頼もしさが消え失せてしまった」と回想している。
1973年、アメリカで得られた収益からの印税がメンバーに支払われていなかったことが発覚する。これより1年前にダルトリーが会計監査を使ってバンドの口座を調べて、使途不明金があることを把握していた。当初タウンゼントはランバートへの忠義心がまだ残っていたこともあり彼と争うことを拒んでいたが、支払われるべき印税の小切手をランバートが勝手に無効にしてしまったことでついに堪忍袋の緒が切れた。そしてタウンゼント、ダルトリー、エントウィッスルはランバートとスタンプを告訴した。1974年より二人に代わり、ビル・カービシュリーが事実上のバンド・マネージャーとなる。
ランバートもまた1975年の映画『トミー』の収益から自分に支払われるべき報酬が支払われていないとして、映画製作に携わったスタンプ、カービシュリー、ロバート・スティグウッドを告訴することをニュー・ミュージカル・エクスプレス紙のインタビューで打ち明けた。これによりランバートとザ・フーの不和が公になる。同年、ランバートとスタンプは正式にザ・フーのマネージャーの職を解かれることになった。
やがて、タウンゼントの楽曲の出版権を管理している会社の社員が、未払いの印税の一部を勝手にアメリカの音楽業界人のアラン・クレインの会社に売り渡していたことが判明した。1977年1月にタウンゼント、スタンプ、クレイン、ランバートの代理人の4者による協議の結果、クレインに手数料を支払って印税の凍結を解除し、さらに楽曲の出版権をザ・フーの関連会社に返却することで解決した。
ランバートはこれを以ってザ・フーとの関係を一切絶った。トラック・レコードは1978年に70,000ポンドの負債を抱えて事業清算した。

### 死
ランバートは1978年にチェルシーというパンク・バンドのプロデュースを手がけたが、やがて音楽業界からも身を引き、以後は実家の大邸宅に引きこもった。同性愛者だった彼は美少年達をはべらせ、酒とドラッグに沈溺する自暴自棄な生活をおくった。
1981年、彼はドラッグを摂取して意識が朦朧とした状態で自宅の階段から転落し頭を強打、4月7日に搬送先の病院で死亡した。奇しくも亡父コンスタントと同じ満45歳での死だった。46歳の誕生日に相当する5月11日に追悼式が行われ、タウンゼントが弔辞を読み、ロンドン交響楽団が『トミー』の「序曲」とタウンゼントの当時の義父のテッド・アストレイ（Edwin Astley）が編曲した「ピンボールの魔術師」、亡父の「リオ・グランデ」、そしてパーセルの「ゴーディアン・ノット・アンタイド」を演奏した。

## 人物
ネピア＝ベルは「キットの周りではいつも笑いが絶えなかったが、彼は気持ちの乱高下が激しかった」と回想している。彼の言動や行動はかなり無軌道なものであったらしく、ある時、アメリカである人物と大論争を交わした後、その相手に4文字言葉でいっぱいの電報を送りつけようとしたという。ランバートは同性愛者であったが、そのことについて慎重な態度をとることもあれば非常に率直になることもあったという。ネピア＝ベルはランバートと一緒にタクシーに乗っていた時、窓の外を眺めていたランバートが突然窓を叩き「止めろ!あの若い男とヤリたい」と言い出したというエピソードを打ち明けている。
タウンゼントは「キットと私がいかに上手くやっていたかなんて、当人同士でなければわからないだろう」と懐古している。タウンゼントにとってランバートは単なるマネージャーやプロデューサーで終わるものではなく、自分の創造性を広げてくれる必要不可欠な存在だった。二人の間に亀裂が入るようになったのは、1971年の『ライフハウス』制作時のことだった。『ライフハウス』は『トミー』を超える新たなロックオペラとしてタウンゼントが考案したものであり、アルバムのみならず映画、劇場といったあらゆるメディアを駆使した壮大なプロジェクトになるはずだった。だが当時ランバートは『トミー』の映画化に執心しており、『ライフハウス』には一切協力せずタウンゼントを落胆させた。さらに『ライフハウス』の制作中、タウンゼントはオフィスでランバートが自分の陰口を叩いているのを偶然耳にしてしまい、ショックでビルの上階から飛び降りそうになったという。結果的に『ライフハウス』は両者の信頼関係を壊すものとなってしまった。
ランバートは『四重人格』（1973年）の製作にも初期段階までは関わっていたが、ここでも奇行が目立ち、タウンゼントが不在時に録音したテープを勝手に消去してしまった。これにはタウンゼントもさすがに激怒し、これを機にランバートを解雇した。タウンゼントは「キットはおかしくなってしまった。彼は自分の役割を食事の運搬係だと思い込むようになったんだ。奴を殴ってやりたかったよ。実際1度は殴ったかもな」と振り返っている。それでもタウンゼントはランバートの不幸な最期には胸を痛めており、彼に捧げる十四行詩を書いている。

### ランバートと『トミー』
ネピア＝ベルは、父・コンスタントの不遇の死がランバートに大きな影響を与え、そして父の名誉を回復することを何よりも所望していたとしている。コンスタント人生最後の作品となったバレエ「ティレジアス」は批評家から軽蔑され、彼は失意の中で死亡した。ランバートはアルバム『トミー』を成功させることこそが父の名誉を挽回する何よりの機会と考えていた。『トミー』が全英2位、全米4位の大ヒット作となり、批評家筋からも絶賛されたことにより、ランバートは父を軽蔑した世間への復讐を果たしたのだとネピア＝ベルは語っている。
ランバートは『トミー』のレコーディングが始まった1968年当時から映画化の構想を温めており、「TOMMY 1914-1984」と題した脚本を独自に書き進めていた。ユニバーサル・ピクチャーズと映画化の契約も進んでいたが、ユニバーサルは彼の脚本が一貫性に欠けるとして、資金提供の話を結局白紙撤回した。1971年11月、マーキュリー・レコードのヨーロッパ事業責任者だったレコード・プロデューサーのルー・ライズナーが『トミー』の管弦楽団版を制作することを提案し、タウンゼントは即座に同意したが、これにランバートは深く傷ついたという。彼はアルバム『トミー』の製作時にオーケストラを起用することを提案したが、ライブでの再現が可能な作品にしたいと考えていたメンバーに拒否されたからである。しかし1972年11月にロンドン交響楽団とイギリス室内合唱団による『トミー』が発表され、引き続いて12月にチャリティ・コンサートが開かれ、これらの企画は評判を呼んで映画化を実現させる一押しとなった。
ランバートはヘロイン漬けになりまともに仕事がこなせなくなった1973年の段階においても、自分が映画『トミー』のメガホンを取ることを望んでいたという。しかしスタンプとカービシュリーが自分を差し置いてスティグウッドと映画化の交渉をしていたことを知ると、彼はその交渉をつぶそうとしたという。彼は『トミー』の映画化のために誰よりも尽力したが、ケン・ラッセル監督の映画『トミー』（1975年）ではエンドロールにアルバム『トミー』のプロデューサーとして名前が小さく載せられただけだった。

## 映画『ランバート・アンド・スタンプ』
2012年、Hollywood Reporterがランバートの伝記映画の製作が計画されていることを報じた。報道ではケイリー・エルウィスが監督を務め、タウンゼントとダルトリーが全面協力をすることも明かされた。
2014年、ランバートとスタンプのマネージメントに焦点を絞ったドキュメンタリー映画『ランバート・アンド・スタンプ』が公開された。監督はジェームズ・D・クーパー。プレミアは2014年のサンダンス映画祭にて行われた。日本では2016年に公開。2017年にはDVD／ブルーレイでソフト化された。
因みにスタンプはランバートと対照的に、ザ・フーのマネージメントから解任された後もメンバーとの交流の機会を持ち、彼等との良好な関係を保ち続けた。彼はタウンゼントと音楽出版を行ない、ダルトリーに招かれて2008年のザ・フーのケネディ・センター名誉賞授賞式に夫婦そろって出席した。さらに『ランバート・アンド・スタンプ』にも出演したが、同作が完成する前の2012年11月23日に70歳で病没した。